# 葛国
葛国，为历经夏朝、商朝、周朝三朝的一个小诸侯国，位於夏與商之間。国祚长达约1800年。

## 夏代
夏代有嬴姓葛国，在今河南修武县境（该在遗有葛伯城、葛伯墓）。葛伯不祭祀，成汤始伐葛国。葛国为成汤所灭，為成湯滅夏之前哨戰。《汉书·地理志》作葛今梁国宁陵之葛乡。

## 商代之后
汤征服葛国后，只将葛伯杀死，再次封葛国。
春秋时沦为鲁国的附庸，在公元前697年到鲁国朝见，后被宋国灭亡。